# Shōta Aoi

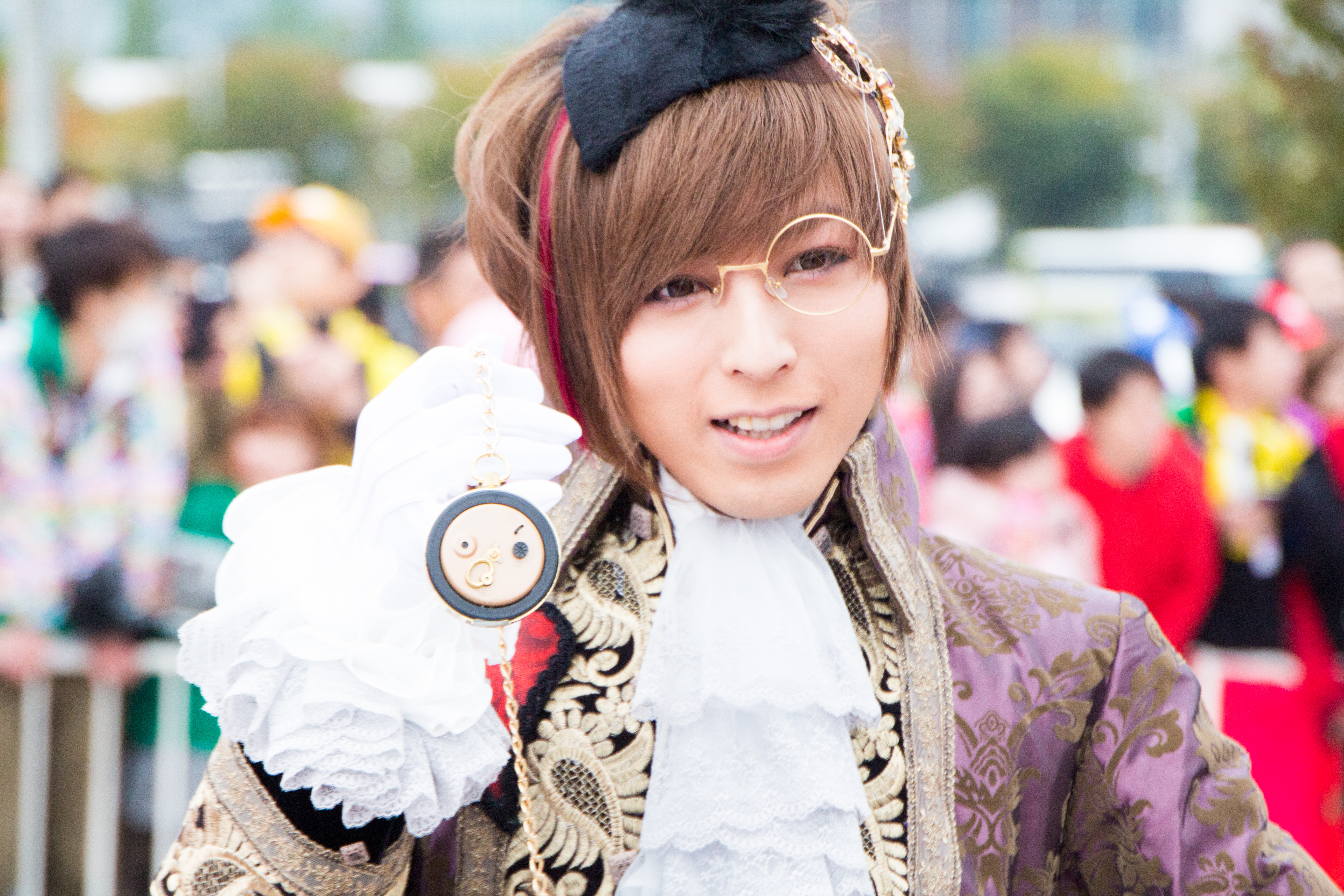
Shōta Aoi

 (novembre 2020).
- Si vous ne connaissez pas le sujet, laissez ce bandeau (vous pouvez alors contacter les auteurs).
- Si vous supprimez le contenu mis en cause (vous pouvez préalablement contacter les auteurs),

argumentez précisément cette suppression dans la page de discussion
(un manque de référence n'est pas un argument ; une recherche réelle de référence doit avoir été effectuée, être formellement documentée).
Shōta Aoi (蒼井 翔太, Aoi Shōta), né le 11 août 1987 dans la préfecture de Fukui, de son vrai nom Noboru Yanagawa (柳川 昇, Yanagigawa Noboru), est un chanteur, doubleur, acteur et seiyū japonais.

## Biographie
Lorsqu'il a 16 ans, il s'inscrit à ce qu'il pense être un concours de karaoké organisé dans sa région. Le lendemain il apprend qu'il a passé la première audition du festival de musique pour les jeunes de Yamaha.
Il commence sa carrière avec le nom de scène Showta, entre 2006 et 2009 pour ensuite débuter en tant que Shōta Aoi en 2013. Il signe ainsi en 2006 avec le label King Records puis débute comme seiyū en février 2011. Les genres de musique pour lequel il est connu en tant que chanteur est l'anison et la ballade. Il a travaillé dans plusieurs maisons de disques : chez King Records de 2006 à 2008 puis de 2016 à ce jour[Quand ?] et de 2013 à 2016 chez Broccoli. Il a réalisé 2 albums et 7 singles en tant que Showta et 4 albums, 12 singles et 4 BD/DVD en tant que Shouta Aoi.

### Carrière
Shōta Aoi a joué Saki Hanajima dans l'adaptation musicale de Fruits Basket, un manga et une série TV sortie en 2001. Dans cette dernière il est crédité en tant que Showta. Puis il joue le personnage de Ryugaki Noboru dans les pièces Shibuya x Akiba et Moon War : Tsuki ga Kiiro ka, Shiro, Kuro ka… En 2013 il joue un rôle dans la pièce de théâtre The Ascension of K, or His Death by Drowning. 
Il joue aussi dans la pièce Persona 3 : the Weird Masquerade Stage Play (2014-2015), dans laquelle il incarne Shiomi Sakuya. En 2014, il joue dans la pièce Phantasy Star Online 2 : On Stage dans laquelle il incarne le personnage de Takuya, qui est une adaptation musicale de Phantasy Star Online 2. Ensuite, il joue le protagoniste de la pièce musicale Prince Kaguya, en 2015. 
En 2017/2018, il rejoint AD-Live, un spectacle de stand-up qui sort chaque année. En 2017 et 2019 il joue le rôle de Licht von Grannzreich dans la pièce The Royal Tutor musical. 
C'est en 2019, qu'il joue pour la première fois à la télévision. Il interprète Oide Shiro dans Dimension High School.

## Discographie

### Albums
- 2013 : Blue Bird
- 2015 : Unlimited
- 2016 : Best Album [S]
- 2017 : Ø

### Singles
- 2014 : Virginal
- 2014 : True Hearts
- 2014 : Himitsu no Kuchizuke
- 2015 : Murasaki
- 2016 : Zessei Star Gate
- 2016 : Innocent
- 2016 : DDD
- 2017 : flower
- 2018 : Eclipse
- 2019 : Tone
- 2019 : Harmony
- 2020 : Bad End

### BD/DVD
- 2016 : Aoi Shouta Live 2016 Wonder lab. ~bokutachi no sign~
- 2017 : Aoi Shouta Live 2017 Wonder lab. ~prism~
- 2018 : Aoi Shouta Live 2017 Wonder lab. Ø
- 2019 : Aoi Shouta Live 2019 Wonder lab. I

## Groupe
Il chante aussi dans plusieurs groupes de musique, dont certains, voire tous, font partie de séries TV japonaises ou de jeux vidéos.
| Nom du groupe             | Date d'activité                   | Issu de                                                                                        | Studio                               |
| ------------------------- | --------------------------------- | ---------------------------------------------------------------------------------------------- | ------------------------------------ |
| Apple-polisher            | Depuis 2015                       | Light Novel puis série TV (Dynamic Chord)                                                      | Studio Pierrot                       |
| Love Desire               | 12 avril 2017– 28 juin 2017       | Jeu (Kenka Banchô) puis Série TV (Kenka Banchou Otome : Girl Beats Boys)                       | A-Real, Project No.9 et Studio A-Cat |
| Fairy4pril                | Date de sortie : 21 novembre 2018 | Jeu (Band Yarouze, en raccourci ; Banyaro !)                                                   | Label : Aniplex                      |
| ArtiSTARs                 | 2 octobre 2016 – 25 décembre 2016 | Série TV (Magic-Kyun ! Renaissance)                                                            | Sunrise                              |
| P4 with T                 | 5 avril 2017 - 20 juin 2017       | Série TV (Oushitsu Kyoushi Heine)                                                              | Bridge                               |
| Procellarum (ou Procella) | Depuis 2012                       | Série TV (Tsukiuta. The Animation)                                                             | Studio Pierrot                       |
| Quartet Night             | Depuis 2013                       | Jeu (Uta no Prince-sama : Debut) puis série TV (Uta no Prince-sama : Maji Love 2000%)          | King Records                         |
| Shonen Hollywood          | Depuis 2014                       | Série TV (Shōnen Hollywood: Holly Stage for 49 ainsi que Shōnen Hollywood: Holly Stage for 50) | Zexcs                                |
| Seidou Koukou Yakyuubu    | 2014-2015                         | Série TV (Daiya no Ace)                                                                        | Madhouse Production I.G              |

## Doublages

### Télévision
En tant que doubleur, il a déjà prêté sa voix à de nombreux personnages apparaissant dans des séries TV ainsi que dans le domaine de l'animation japonaise.
Son premier rôle a été dans la série TV Kimi to Boku.
- 2011 : Kimi to Boku : Ryuunosuke Matsushita
- 2012 : Kimi to Boku 2 : Ryuunosuke Matsushita
- 2013-2015 : Diamond no Ace : Tōjō Hideaki
- 2013 : Uta no☆Prince-sama♪ Maji Love 2000% : Ai Mikaze
- 2013 : Uta no☆Prince-sama♪ Maji Love 2000%: Shining Star Xmas : Ai Mikaze
- 2014 : Kono Danshi, Sekka ni Nayandemasu : Ayumu Tamari
- 2014 : Shingeki no Bahamut : Genesis : Michael
- 2014 : Shounen Hollywood : Holly Stage 49 : Daiki Tomii
- 2015 : Q Transformers: Kaette Kita Convoy no Nazo : Cliff
- 2015 : Shounen Hollywood: Holly Stage for 50 : Daiki Tomii
- 2015 : Uta no☆Prince-sama♪ Maji Love Revolutions : Ai Mikaze
- 2015-2016 : Diamond no Ace: Second Season : Tōjō Hideaki
- 2016-2017 : Future Card Buddyfight Triple D : Gaito Kurouzu
- 2016 : Handa-kun : Kojika Sousuke
- 2016 : Hatsukoi Monster : Renren
- 2016 : King of Prism by Pretty Rhythm : Louis Kisaragi
- 2016 : Magic-Kyun! Renaissance : Monet Tsukushi
- 2016 : Phantasy Star Online 2: The Animation : Itsuki Tachibana
- 2016 : Prince of Stride: Alternative : Touya Natsunagi
- 2016 : Tsukiuta. The Animation : Rui Minazuki
- 2016 : Uta no☆Prince-sama♪ Maji Love Legend Star : Ai Mikaze
- 2016 : Watashi ga Motete Dousunda : Akane
- 2017 : Chiruran: Nibun no Ichi : Sanosuke Harada
- 2017 : Dive!! : Tsuji Toshihiko
- 2017 : Dynamic Chord : Narumi Amagi
- 2017 : King of Prism: Pride the Hero : Louis Kisaragi
- 2017 : Marginal #4: Kiss kara Tsukuru Big Bang : Tsubasa Shindou
- 2017 : Oushitsu Kyoushi Heine : Licht von Grannzreich
- 2017 : Senki Zesshou Symphogear AXZ : Cagliostro
- 2017 : Yume Oukoku to Nemureru 100-nin no Ouji-sama: Short Stories : Sai
- 2017 : Kenka Banchou Otome: Girl Beats Boys : Takayuki Konparu
- 2017-2018 : Future Card Buddyfight Battsu : Gaito Kurouzu
- 2018 : 3D Kanojo : Real Girl : Yuuto Itou
- 2018 : DevilsLine : Kenichi Yoshii
- 2018 : Caligula : Kagi-P
- 2018 : Hataraku Onii-san! No 2! : Gugugaga
- 2018 : Karakuri Circus : Dean Maistre
- 2018 : Senjuushi : Springfield
- 2019 : Carole and Tuesday : Pyotr
- 2019 : Dimension High School : Jigen no Shisha
- 2019 : Kono Oto Tomare! : Moi Kanzaki
- 2019 : Kono Oto Tomare! 2d Season : Moi Kanzaki
- 2019-2020 : Kyo umo Tsuno ga Aru : Gyojin
- 2019 : Oushitsu Kyoushi Heine Movie : Licht von Grannzreich
- 2019-2020 : Senki Zesshou Symphogear AXZ : Senki Zesshou Shinai Symphogear : Cagliostro
- 2019-2020 : Diamond no Ace: Act II : Tōjō Hideaki
- 2020 : Hamefura : Stuart Geordo
- 2020 : Princess Connect! Re:Dive : Kaiser Insight
- 2020-en cours : Tsukiuta. The Animation 2 : Rui Minazuki
- 2021 : 2.43: Seiin High School Boys Volleyball Team : Akito Kanno
- 2021 : Joran: The Princess of Snow and Blood : Makoto Tsukishiro
- 2021 : My Next Life as a Villainess: All Routes Lead to Doom! 2 : Geordo Stuart
- 2021 : Cardfight!! Vanguard overDress : Yu-yu Kondo
- 2022 : Cardfight!! Vanguard will+Dress : Yu-yu Kondo
- 2022 : Détective Conan : Apprenti Criminel : Makoto Hanzawa

### Jeux vidéos
- 2013 : Uta no☆Prince-sama♪ All Star : Ai Mikaze
- 2014 : Binary Star : Sakurai Nachi
- 2015 : Believer! : Maikawa Omi
- 2015 : Cafe Cuillere : Sakuma Minato
- 2015 : Prince of Stride : Natsunagi Toya
- 2016 : Kimi ni Maji Kyun! : Monet Tsukushi
- 2016 : Collar x Malice : Isshiki Yasuhiro
- 2016 : The Caligula Effect : Hibiki Kensuke
- 2017 : Side Kicks! : Rico
- 2017 : Uta☆Pri Shining Live : Ai Mikaze
- 2018 : Dragalia Lost : Chitose
- 2018 : Collar x Malice -Unlimited- : Isshiki Yasuhiro
- 2019 : Ikemen Vampire◆Ijin-tachi to Koi no Yūwaku : Isaac Newton
- 2023 : Fire Emblem Engage : Rosado
- 2024 : Fire Emblem Heroes : Rosado, Rune

## Radio
- 2013-2015 : Hiromi Sato’s Hiroraji
- 2014-2015 : Aoi Shouta no Aozora Sanshin with JOYMAX
- 2014 : Gekkan shin Otokomae Tsushin ~ Gekkan Aoi Shouta
- 2015 : Aoi Shouta no Iyasare Night
- 2015-2016 : Daiya no A ~ Netto Koshien ~
- 2016 : Hatsukoi Monster radio
- 2017 : Aoi Shouta’s 3 2·1!
- 2017-2020 : Aoi Shouta Hungry night
- 2018 : Aoi Shouta no Aitai Hito o Yonde Mita!